# Classificação climática de Strahler
A Classificação climática de Strahler é uma classificação do tipo genética ou explicativa, baseada principalmente na origem dos fenômenos, na situação das áreas, na atuação das massas de ar e dos fatores climáticos, desenvolvida pelo indiano climatólogo e professor de geociências na Universidade de Columbia (Nova Iorque, Estados Unidos) Arthur Newell Strahler (Kolhapur, India 1918–2002).
Durante o século XX, Strahler foi um dos responsáveis pela mudança da geomorfologia qualitativa para a geomorfologia quantitativa.

## Divisão climática
Esta classificação baseia-se na latitude e nas áreas da superfície terrestre de acordo com o estado das massas de ar. Pode ser dividido em três principais: de baixas latitudes, de latitudes médias e, de altas latitudes.

### Clima de baixas latitudes
O clima nas baixas latitudes é controlado por massas de ar equatoriais e tropicais.
Principais subdivisões:
- Equatorial úmido;
- Litorâneo com ventos alísios;
- Desértico tropical;
- Desértico da costa ocidental, e;
- Tropical semiúmido.

### Clima de latitudes médias
O clima nas latitudes médias (entre os trópicos de câncer e de capricórnio) é controlado pelas massas de ar tropicais e polares.
Principais subdivisões:
- Subtropical úmido;
- Mediterrâneo;
- Marítimo da costa ocidental;
- Desértico de latitudes médias;
- Continental úmido, e;
- Seco de latitudes médias.

### Clima de altas latitudes
O clima nas altas latitudes é dominado pelas massas de ar polar e ártica, subdividido em boreais (hemisfério Norte) e antártico (hemisfério Sul).
Principais subdivisões:
- Continental subártico;
- Tundra;
- Marítimo subártico;
- Polar, e;
- Climas das terras altas (cadeias de montanhas com gelo eterno).

## Classificação brasileira
De acordo com a Classificação de Strahler, predominam no Brasil cinco grandes climas:
- Equatorial úmido da convergência dos alísios: abrange a Amazônia;
- Tropical alternadamente úmido e seco: abrange a área central do país e litoral do meio-norte;
- Tropical tendendo a ser seco: devido irregularidade da ação das massas de ar, abrange o sertão nordestino e vale médio do rio São Francisco, e;
- Litorâneo úmido exposto às massas tropicais marítimas: abrange estreita faixa do litoral leste e nordeste; * Subtropical úmido: abrange as costas orientais e subtropicais e a Região Sul do Brasil, dominado por massa tropical marítima.

Obs.: Em especial, as massas de ar que interferem mais diretamente no Brasil, são a Equatorial, tanto Continental como Atlântica; também a Tropical, tanto Continental como Atlântica; e a Polar Atlântica, proporcionando as diferenciações climáticas.